# Burnham-on-Sea
Burnham-on-Sea è una cittadina di 18 401 abitanti del Somerset, in Inghilterra. Fa parte della parrocchia civile di Burnham on Sea and Highbridge, nel distretto del Sedgemoor.